# Drimia albiflora
Drimia albiflora ist eine Pflanzenart der Gattung Drimia in der Familie der Spargelgewächse (Asparagaceae). Das Artepitheton albiflora leitet sich von den lateinischen Worten albus für ‚weiß‘ sowie -florus für ‚-blütig‘ ab.

## Beschreibung
Drimia albiflora wächst mit ei- bis birnenförmigen Zwiebeln, die bis zu 3 Zentimeter lang und 2,5 Zentimeter breit sind. Ihre papierigen Zwiebelschuppen sind grau. Über die Laubblätter ist nichts bekannt.
Der Blütenstand erreicht eine Länge von bis zu 25 Zentimeter. Der aufrechte Blütenschaft ist rötlich braun. Die lockere, bis 25-blütige Rispe ist bis zu 6 Zentimeter lang. Die membranartigen, eiförmig-dreieckigen Brakteen sind bis zu 2 Millimeter lang, zugespitzt und gespornt. Die Blüten stehen an bis zu 9 Millimeter langen Blütenstielen. Die glockenförmige, hängende Blütenhülle weist eine Länge von bis zu 6 Millimetern auf. Ihre weißen, länglichen, stumpfen Perigonblätter sind an ihrer Basis auf einer Länge von 1,5 Millimetern verwachsen. Der freie Teil der Staubfäden ist flach. Die introrsen Staubbeutel sind bis zu 2,7 Millimeter lang. Der eiförmige Fruchtknoten weist eine Länge von bis zu 2 Millimeter auf. Die Blütezeit ist im Hochsommer.

## Systematik und Verbreitung
Drimia albiflora ist in der südafrikanischen Provinz Westkap im Fynbos verbreitet.
Die Erstbeschreibung als Rhadamanthus albiflorus durch Rune Bertil Nordenstam wurde 1970 veröffentlicht. John Charles Manning und Peter Goldblatt stellten die Art im Jahr 2000 in die Gattung Drimia.

## Nachweise